# Mirosław Tomasz Bańko
Mirosław Tomasz Bańko (n. 1959) este un lingvist polonez și lexicograf, doctor, profesor asociat al Universității din Varșovia. Angajat al Editurii Științifice PWN, unde ocupă funcția de redactor-șef al Redacției Dicționarelor de Limbă Polonă și sfaturi lingvistice pe internet, fiind autor și coautor al dicționarelor și îndreptarelor de limbă.
În 1989 susține lucrarea de dizertație Metoda analizei formelor flexionare în dicționarul lexical (referitoare la materialul cu verbe poloneze) la Secția de Polonistică, promovatorul lucrării fiind Zygmunt Saloni. În 2002 a obținut doctoratul grație publicației Lexicografia și lingvistica de peste frontiere. Studii asupra dicționarului inechivoc.

## Publicații

### Dicționare
- Dicționarul limbii polone. Supliment. Varșovia: PWN, 1992( împreună cu Maria Krajewska și Elżbieta Sobol)
- Dicționarul expresiilor care ridică probleme. Varșovia: PWN, 1994( împreună cu Maria Krajewska)
- Alt dicționar al limbii polone. Varșovia: PWN, 2000
- Dicționar de perifraze, adică de expresii omonime. Varșovia: PWN, 2002
- Index a tergo pentru dicționarul universal al limbii polone sub redacția lui Stanisław Dubisz. Varșovia:PWN, 2003 (împreună cu Dorota Komosińska și Anna Stankiewicz)
- Mic dicționar de expresii care ridică probleme. Varșovia: PWN, 2003
- Marele dicționar de expresii străine PWN, Varșovia: PWN, 2003
- Dicționar de comparații. Varșovia; PWN
- Marele dicționar de expresii sinonime. Varșovia: PWN, 2005
- Dicționarul stilului bun, adica expresii care plac. Varșovia:PWN, 2006
- Dicționar de expresii de limbă polonă  și împrumuturi: PWN, 2007 (împreună cu Lidia Drąbik și Lidia Wiśniakowska)
- Dicționar de onomatopee, adică expresii sonore și imitatoare de sunete. Varsovia: PWN, 2009
- Cuvinte fruntașe. Dicționar de diminutive. Varșovia:PWN, 2010 (împreună cu Agnieszka Zygmunt)
- Dicționarul expresiilor dificile care ridică probleme. Varșovia: PWN, 2010

### Monografie
- Lexicografia și lingvistica de după frontiere. Studii despre dicționarul monolingv. Varșovia: Editura Polonistică UW, 2001
- Onomatopee poloneze contemporane. Iconicitatea în limbă. Varșovia: PWN, 2008

### Manuale
- Compunerea din flexiunea poloneză. Varșovia: PWN, 2002
- Dicționare vechi și contemporane. Îndreptar educativ de internet.

### Cărți popular științifice
- Polonistica de zi cu zi, Varșovia, PWN, 2006
- Corect în polonă (lucrare colectivă). Varșovia PWN, 2007